# Prigent VII. de Coëtivy

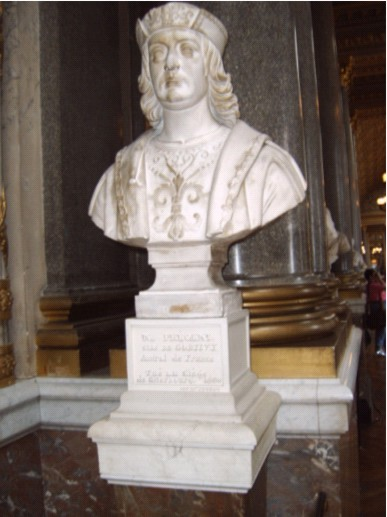
Büste von Prigent de Coëtivy, 19. Jahrhundert, Schlachtengalerie des Musée de l’Histoire de France in Versailles

Prigent (VII.) de Coëtivy (* 1399; † 20. Juli 1450 bei der Belagerung von Cherbourg) war ein bretonischer Adliger und Militär, der im Dienst der französischen Krone dank seines Onkels Tanneguy III. du Chastel eine steile Karriere machte.

## Familie
Prigent (oder Prégent) de Coëtivy ist der Sohn von Alain III. de Coëtivy (um 1370–1425), Kommandant der Truppen des Connétable de Richemont, und Catherine du Chastel, Schwester von Tanneguy III. du Chastel. Er war Seigneur de Coëtivy, Baron de Retz et Seigneur de Machecoul (aus dem Recht seiner Ehefrau).
Am 14. Juni 1442 heiratete er in Tiffauges Marie de Montmorency-Laval, genannt Marie de Rais (* 1429; † 1. November 1457), Baronne de Retz, Dame de Machecoul et de Champtocé-sur-Loire etc., Tochter von Gilles de Rais und Catherine de Thouars, mit der er keine Kinder hatte (als Witwe heiratet sie in zweiter Ehe André de Montfort-Laval, genannt André de Lohéac, auch diese Ehe blieb ohne Nachkommen). Er hatte allerdings eine uneheliche Tochter von einer unbekannten Frau, Bertrande, bâtarde de Coëtivy, von der drei Ehen bekannt sind: mit Jean de Mestignac, mit Antoine Postel und mit Bernard de Mons.
Er ist der Bruder von:
- Alain IV. de Coëtivy (1407–1474), Kommendatarabt von Saint-Sauveur de Redon (1468–1474), Bischof von Uzès, dann Bischof von Avignon und Bischof von Dol, schließlich Kardinalpriester von Santa Prassede (genannt „Kardinal von Avignon“);
- Olivier de Coëtivy (1418–1480), Haupterbe Prigents, Seneschall von Guyenne

## Leben
1421 war er Lieutenant des Dauphins. 1423 wurde er zusammen mit Tugdual de Kermoysan vom englischen Earl of Salisbury sechs Monate lang in der Burg Montaiguillon belagert. 1428 wurde er in der Schlacht bei Janville von den Engländern gefangen genommen. Ab 22. April 1431 bis zu seinem Tod war er Capitaine der Burg Rochefort. 1432 eroberte er den Ort Mervent zurück.
Prigent de Coëtivy nahm zusammen mit Jean V. de Bueil und Pierre de Brézé an der Entführung von Georges de La Trémoille am 3. Juni 1433 teil. Coëtivy, der 1434 auf dem Schlachtfeld von Sillé-le-Guillaume von Charles IV. du Maine zum Ritter geschlagen wurde, wurde später zu einer der wichtigsten Figuren im Conseil du Roi, der damals vom Herzog von Maine dominiert wurde.
Im Jahr 1437 zeichnete er sich bei der Belagerung von Montereau aus und wurde zum Gouverneur von La Rochelle ernannt (erneut 1439–1450); am 10. Dezember 1439 wurde Capitaine und Gouverneur der Brücke von Saintes, am 26. Dezember 1439 Admiral von Frankreich.
Coëtivy, der vom König reich beschenkt wurde, erhielt die Ländereien von in Ungnade gefallenen Männern, darunter am 24. September 1442 die Burg und Grafschaft Taillebourg; nach endlosen Verfahren erhielt er am 28. August 1443 auch die Burgen, Herrschaften und Kastellaneien von Champtocé-sur-Loire und Ingrandes, die seinem Schwiegervater Gilles de Rais vor dessen Sturz im Jahr 1443 gehört hatten, sowie die Herrschaft Bagnolet bei Paris, die zuvor zum Besitz des 1435 gestorbenen John of Lancaster, 1. Duke of Bedford, gehörte.
Auf dem Höhepunkt seines Erfolgs war der Herr von Retz, Coëtivy (Retz vor Coëtivy als große Herrschaft), Taillebourg und Champtocé nicht nur Admiral von Frankreich, sondern auch Berater und Kammerherr des Königs, Gouverneur und Hauptmann von La Rochelle, Hauptmann von Rochefort und Talmont-sur-Gironde. 1447 zeichnete er sich bei der Belagerung von Le Mans aus.
1450 kämpfte er in der Schlacht von Formigny (15. April), im gleichen Monat wurde er zum Capitaine de Granville ernannt. Am 20. Juli 1450 wurde Prigent de Coëtivy bei der Belagerung von Cherbourg durch einen Schuss aus einer Feldschlange getötet.
Als Privatmann war er ein bedeutender Kunstmäzen und Bibliophiler seiner Zeit (siehe Meister der Marguerite d’Orléans). Er war es auch, der das Kopialbuch der Herren von Retz zusammenstellen ließ.